# Sophie Verhoeven
Sophie Verhoeven (Amsterdam, 20 maart 1970) is een Nederlands presentatrice en journaliste.

## Loopbaan
Verhoeven begon haar carrière als nieuwslezer bij de  Lokale Nieuwsdienst Amsterdam. Na haar studie geschiedenis ging ze aan de slag bij televisiestation AT5 en in 1999 stapte ze over naar het NOS Journaal. Eerst werkte ze als presentatrice van het journaal, later als redacteur binnenland. Ook las ze de nieuwsbulletins op de verschillende publieke radiozenders.
Sinds 2016 is Verhoeven nieuwslezer op NPO Radio 1 en plaatsvervangend cohost bij het Radio 1 Journaal.
Eind 2021 maakt ze de overstap naar Omroep MAX om daar co-host te worden bij Villa VdB van Jurgen van den Berg.